# サンブンノイチ
『サンブンノイチ』は、木下半太による日本の小説。表紙イラストはワカマツカオリ。
『デジタル野性時代』（角川書店）にて2011年11月号から2012年7月号まで連載された。
2013年2月、お笑いコンビ・品川庄司の品川ヒロシが3作目の監督作品として本作を映画化すること、藤原竜也が主演を務め、2014年に公開されることが発表された。
また、前田治郎の作画で漫画化され、『ヤングエース』（角川書店）2013年9月号から2014年5月号まで連載された。
本作と同じシリーズとして、『ゴブンノイチ』（2013年5月刊）と「ナナブンノイチ」（『小説野性時代』にて連載中）があるが、物語がつながっているわけではない。
2016年2月25日に、続編『サンブンノニ』が発売された。

## あらすじ
サンブンノイチ
金が必要になり銀行強盗をした、キャバクラ「ハニーバニー」の雇われ店長・シュウ、ボーイのコジ、常連客の健。事件後、「ハニーバニー」の店内に逃げ込んだ3人は、自分の取り分を少しでも増やすため、仲間を出し抜こうと画策する。だが、計画に携わっていたのは3人だけではなかった。シュウに計画を持ちかけたキャバクラ嬢、実際の計画の立案者、計画を嗅ぎつけた魔女のような女。果たして金を手に入れるのは誰か。

サンブンノニ
銀行強盗で得た大金を山分けし、日本各地に潜伏していたシュウ、コジ、健だったが、3人とも破魔翔に見つかり、連れ戻され、渋柿多見子の現金輸送車の奪取を命じられた。更に、北海道から新たな勢力が進出し、3人は再び裏社会の覇権を巡る争いに巻き込まれる。

## 登場人物
清原 修造（きよはら しゅうぞう）
川崎の仲見世通りにあるキャバクラ「ハニーバニー」の雇われ店長。鷹のように鋭い目をした男。愛称：シュウ。サザンオールスターズと映画をこよなく愛し、かつては映画監督を目指していた。温厚で冷静な性格。店の売上金400万円をなくしパニックに陥っていた時、茉莉亜から銀行強盗と渋柿からの借金を持ちかけられ、計画に乗る。
小島 一徳（こじま かずのり）
「ハニーバニー」のボーイ。愛称：コジ。元暴走族の特攻隊長。長髪で、驚くほど白い前歯4本は全て差し歯。陽気で愛想が良いが、飛び抜けてバカであり、キレると手が付かない。趣味は格闘技で、喧嘩も強い。ギャンブル狂で、裏カジノでバカラ賭博に興じており、多額の借金を抱えている。
金森 健（かなもり けん）
「ハニーバニー」の常連客。全国に20店舗ある焼肉レストランチェーンの社長。二重顎の豚のような男。通称：健さん。スケベで、常に汗臭く、口が臭いため、キャバクラ嬢から密かにゴキブリ並みに嫌われていた。口癖は「人間、諦めが肝心」。SM愛好者で、本人曰く「典型的なドS」。会社の経営状態は、いわゆる自転車操業状態。
茉莉亜（まりあ）
「ハニーバニー」でNo.1のキャバクラ嬢。金髪のショートカット。某有名ミュージカル劇団の元女優。高校の卒業旅行で訪れたニューヨーク・ブロードウェイで鑑賞した『シカゴ』に魅了され、ミュージカル女優を志す。入団後、1年経たずにトラブルで退団し、ミュージカルの本場ニューヨーク留学費用を貯めるためにキャバクラ嬢になった。高校時代は陸上部所属だった。
両親は洋食屋を経営しており、その影響で長兄はイタリアンの、次兄は和食の料理人になった。
トイレに仕掛けられていたカメラに気付き、破魔に相談するが、破魔が仕掛けた張本人であったため、盗撮での利益5000万円の支払いを要求され、銀行強盗の計画を授けられる。
破魔 翔（はま しょう）
「ハニーバニー」のオーナー。外見も性格も、名前以上に凶悪。逆らった者には容赦無く制裁を加える。店のトイレに小型カメラを仕掛け、キャバクラ嬢達の盗撮映像で荒稼ぎしていた。カメラを見つけた茉莉亜に銀行強盗の計画を授け、5000万円を要求する。渋柿を目障りに思っている。
渋柿 多見子（しぶがき たみこ）
「川崎の魔女」と呼ばれる女性。70歳を超えているという噂に似つかわしくない、迫力と豪快さを持つ。ドMのレズビアンで、「ハニーバニー」の常連客でもある。裏の世界で暗躍する伝説的な金貸しであり、「1週間後、利子20%」の条件で、素性や金額の多寡を問わず保証人なしで金を貸してくれるが、どんなに非道な手を使ってでも取り返す。暴力団ですら彼女には逆らえない。洞察力が鋭い。子供が8人おり、孫は沢山いる。脳味噌が好物。
尾形（おがた）
「ハニーバニー」の一番若手のボーイ。
若槻（わかつき）
小島の後輩。川崎のほか、都内に何店舗もバーを趣味で経営する。本業は売人で、銃や盗難車を手配する。

## 漫画
前田治郎作画で『ヤングエース』（角川書店）2013年9月号から2014年5月号まで連載された。全2巻。映画・原作の展開と一部異なる。
1. 2014年3月7日発売、ISBN 978-4-04-121043-7
2. 2014年4月4日発売、ISBN 978-4-04-121082-6

## 映画
『サンブンノイチ』はお笑いコンビ・品川庄司の品川ヒロシの3作目の監督作品。『ドロップ』（2008年）、『漫才ギャング』（2011年）の2作は品川自身が執筆した小説を映画化した作品であり、他者の作品を手掛けるのは今回が初となる。また、品川は本作に一目ぼれしたと語っており、原作者の木下から正式に映画化の許諾をもらう前に勝手に脚本を書き始めたという。撮影は2013年2月上旬から3月上旬にかけて東京都内で行われ、2014年4月1日公開。なお、この作品は、角川文庫創刊65周年記念作品である。
全国211スクリーンで公開され、公開初週末の全国映画動員ランキングでは初登場8位、4月5日・6日の土日2日間の成績は動員4万4,491人、興収6,345万円となった。

### キャスト
- 清原修造 - 藤原竜也
- 小島一徳 - 田中聖
- 金森健 - 小杉竜一（ブラックマヨネーズ）
- 茉莉亜 - 中島美嘉
- 元キャバ嬢のSM嬢 - 壇蜜
- 尾形 - 赤羽健一（ジューシーズ）
- 渋柿ボディーガード - レイザーラモンHG、増田修一朗
- 劇団の“変態”演出家 - ぼんちおさむ（ザ・ぼんち）
- “ハニーバニー”元店長 - 河本準一（次長課長）
- “ハニーバニー”チンピラ客 - 松田大輔（東京ダイナマイト）
- マリアン - 海原ともこ（海原やすよ・ともこ）
- 『踊る海岸線』ホモ男優 - 庄司智春（品川庄司）、ワッキー（ペナルティ）、YASU-CHIN
- 競馬場の男 - ケン（水玉れっぷう隊）
- 若槻 - 木村了
- 哀川翔 - 哀川翔（特別出演）
- 破魔翔 - 窪塚洋介
- 渋柿多見子 - 池畑慎之介☆
- 由愛可奈、市橋直歩、安藤あいか、上杉智世、かすみりさ、上原冴香、野崎亜里沙、相多愛、大野かなこ、青木哲也、中野高志、遠藤誠、岸本康太、渡辺隼斗、ほか

### スタッフ
- 脚本・監督 - 品川ヒロシ
- 製作統括 - 井上伸一郎、岡本昭彦
- 企画 - 池田宏之、藤原寛、桑田潔
- 原作 - 木下半太「サンブンノイチ」（角川文庫 刊）
- プロデューサー - 水上繁雄、仲良平、千綿英久
- アソシエイトプロデューサー - 佐々木基
- 撮影 - 相馬大輔（J.S.C）
- 照明 - 三善章誉
- 美術 - 相馬直樹
- 録音 - 湯脇房雄
- 装飾 - 野村哲也
- スタイリスト - 渡辺浩司
- ヘアメイク - 西村佳苗子
- 編集 - 須永弘志
- スクリプター - 河野ひでみ
- 音響効果 - 伊藤瑞樹
- テクニカルプロデューサー - 大屋哲男
- VFXプロデューサー - 道木伸隆
- アクションコーディネーター - 諸鍛冶裕太
- キャスティング - 川村恵
- 助監督 - 木ノ本豪
- 製作担当 - 石渡宏樹
- プロデューサー補 - 新井宏美
- ラインプロデューサー - 高橋潤
- 監督補 - 西山太郎
- 監督助手 - 山下久義、佐藤匡太郎、河村莉加
- 大道具 - 浅見健士
- 塗装 - 国分宏修
- 小道具 - 粕谷裕美
- 電飾 - 日下信二、西山美智子
- スタイリスト - 山下友子
- 衣裳 - 冨樫理英
- 特機 - 柳沢克幸
- 操演 - 羽鳥博幸、宇田川幸夫、高見澤利光
- ガンエフェクト - 納富貴久男（BIG SHOT）
- カースタント - 野呂真治、高橋真一
- 武術指導 - 片岡誠人
- プロレス技指導 - ドラゴン・キッド、ジミー・ススム（横須賀ススム）
- ダンス指導 - 大小
- 走幅跳指導 - 堤真由
- タイトル - 大槻彩乃
- 宣伝 - 板井亮、古本奈緒、宇野智美
- スチール - 松木修
- 製作デスク - 西岡さら
- 製作主任 - 片平大輔、片山大介、前芝啓介
- 製作進行 - 中野竜馬
- 製作部応援 - 大谷弘、小坂正人、寺内由晃
- アシスタントプロデューサー - 長根資
- テーマ音楽 - →Pia-no-jaC←「Triad」
- 音楽 - 樫原伸彦
- 音楽ディレクター - 伴剛志
- 制作プロダクション - 角川大映スタジオ
- 配給 - KADOKAWA、吉本興業
- 製作 - 「サンブンノイチ」製作委員会（角川書店、吉本興業、ホリプロ、テレビ朝日、朝日放送、メ〜テレ、九州朝日放送、北海道テレビ放送、広島ホームテレビ）

## 舞台
演劇ユニットのブッカーズ（賀集利樹、木下半太、木村好克、ますもとたくや）により上演。ユニットとしての旗揚げ作品だった。

### 2022年公演
2022年7月15日から17日まで神戸三宮シアター・エートーで上演。同7月18日にはキャストが一部異なるトライアル公演も行われた。合わせて全7公演。

#### キャスト（2022年）
全公演
- 賀集利樹

本公演
- 大原万由子
- 竹下健人（劇団Patch）

トライアル公演
- 田辺101℃
- 林愛実
- 真丸文人
- 林里栄

#### スタッフ（2022年）
- 作：木下半太
- 演出：木下半太、木村好克、ますもとたくや
- 舞台監督：村上泰児（mulabo）
- 照明：じゅんいち(Jun1works)
- 音響：松尾謙 (SOUND-1)
- 宣伝美術：中里宏海
- 制作：マツトシミツ

### 2023年公演
2023年3月1日から5日まで新宿シアターモリエールにて上演。キャストは賀集利樹が全公演に出演する以外は、３チームの回替わりとなっている。合わせて全9公演。

#### キャスト（2023年）
全公演
- 賀集利樹

Aチーム
- 小松準弥
- 水口早香

Bチーム
- 加村真美
- 竹下健人

Cチーム
- 百成瑛
- 大原万由子

#### スタッフ（2023年）
- 作：木下半太
- 演出：木下半太、木村好克、ますもとたくや
- 舞台監督：東別府夢（夢produce）
- 照明：じゅんいち(Jun1works)
- 音響：松尾謙 (SOUND-1)
- 宣伝美術：中里宏海
- 制作：マツトシミツ